# Luchthaven Poelkovo
Luchthaven Poelkovo (Russisch: Аэропорт Пулково; Aeroport Poelkovo) is het internationale vliegveld van de Russische stad Sint-Petersburg. De terminal ligt 20 km ten zuiden van het centrum. Poelkovo is tegenwoordig de op drie na grootste luchthaven van Rusland na Moskou's Domodedovo, Sjeremetjevo en Vnoekovo. Het is de thuishaven van de Russische maatschappij Rossiya Airlines.
Bij de start kreeg het de naam Sjossejnaja Aeroport, maar vanaf april 1973 wordt de huidige naam gebruikt. 

## Geschiedenis
Oorspronkelijk heette het vliegveld Sjossejnaja Aeroport, genoemd naar een nabijgelegen station. De aanleg begon in januari 1931 en het vliegveld werd op 24 juni 1932 geopend. Het eerste vliegtuig arriveerde die dag om 17:31 uur, na een twee uur durende vlucht vanuit Moskou. Aan boord waren passagiers en post.
Er waren geen vluchten tussen 1941 en 1944. In januari 1944 waren de Duitse troepen van de luchthaven vertrokken en, nadat de startbanen in februari 1945 waren gerepareerd, werden de vluchten met vracht en post hervat.
Pas in februari 1948, toen het vliegveld geheel was hersteld werden er weer passagiers vervoerd. In 1949 waren er vluchten naar 15 grote steden in de Sovjet-Unie en er werden ruim 6000 passagiers vervoerd.
In 1951 werd een nieuwe terminal ontworpen zodat Sjossejnaja grotere vliegtuigen kon ontvangen. In het midden van de jaren vijftig was de verlenging van een van de startbaan gereed, waardoor grotere vliegtuigen konden landen zoals de Iljoesjin Il-18 en de Toepolev Tu-104.
In 1965 werd aan de ICAO categorie 1 eisen voldaan, wat ervoor zorgde dat nu ook internationale vluchten konden worden uitgevoerd. Het vliegveld werd op 24 april 1973 hernoemd naar Luchthaven Poelkovo. Terminal 1 werd geopend om de binnenlandse vluchten, die tussen 1970 en 1990 elke tien jaar met 40%-50% toenamen, te verwerken. Buitenlandse vluchten werden meestal verwerkt op de terminal Poelkovo-2.
In april 2010 nam Northern Capital Gateway, een international consortium bestaande uit VTB Capital, Fraport, en een Griekse investeerder Copelouzos, het beheer over van de luchthaven voor een periode van 30 jaar. Fraport heeft een aandeel van 35,5% in het consortium, VTB Capital 57,5% en Copelouzos de rest. Zij gaan de luchthaven verbeteren met een nieuwe passagiersterminal en andere infrastructuur. Deze investeringen vergen een bedrag van meer dan 1 miljard euro. In december 2013 kwam de nieuwe terminal met een capaciteit van 17 miljoen passagiers per jaar in gebruik. De oude terminals 1 en 2 werden buiten gebruik gesteld. Dit is een belangrijke uitbreiding, in 2012 maakten 11,2 miljoen reizigers gebruik van de luchthaven die daarmee op de derde plaats stond van Russische luchthavens.

## Statistieken
In 2018 maakten 18 miljoen passagiers gebruik van de luchthaven. Twee derde hiervan maakten een binnenlandse vlucht. Moskou is de veruit de belangrijkste bestemming en zo'n vier miljoen passagiers maakten de reis van en naar de Russische hoofdstad. In hetzelfde jaar hadden 75 luchtvaartmaatschappijen diensten op Poelkovo en ze boden 162 bestemmingen aan. De belangrijkste buitenlandse bestemming was Luchthaven Antalya in het zuiden van Turkije.
| Jaar | Passagiers (* 1000) | Vliegtuig- bewegingen (* 1000) |
| ---- | ------------------- | ------------------------------ |
| 2007 | 6.138               | 87                             |
| 2008 | 7.071               | 94                             |
| 2009 | 6.758               | 88                             |
| 2010 | 8.444               | 101                            |
| 2011 | 9.611               | 116                            |
| 2012 | 11.155              | 126                            |
| 2013 | 12.854              | 137                            |
| 2014 | 14.265              | 147                            |
| 2015 | 13.450              | 138                            |
| 2016 | 13.265              | 133                            |
| 2017 | 16.126              | 152                            |
| 2018 | 18.122              | 165                            |

## Ongeval
In april 1974 stortte een Aeroflot Iljoesjin Il-18 passagiersvliegtuig neer kort na de start van de luchthaven. Alle 102 passagiers en zeven bemanningsleden kwamen hierbij om het leven.
- Gemeinsame Normdatei: 4814476-9